# Eudiscoelius saussurei
Eudiscoelius saussurei är en stekelart som först beskrevs av Kirsch 1878.  Eudiscoelius saussurei ingår i släktet Eudiscoelius och familjen Eumenidae. Inga underarter finns listade i Catalogue of Life.